# ジョン・パイパー
ジョン・パイパー（John Piper、1840年 - 1932年）は、英国聖公会宣教協会（CMS）のイギリス人宣教師である。明治時代に日本の東京に派遣されて、ミッションの活動を通じて築地に聖保羅教会（セントポール教会）や明教学校を創設したほか、聖書翻訳などで活躍した。1879年（明治12年）に東京で大火が起こった際には、直ちに義援と救助を呼びかけ、東京府知事から感謝状が贈られるなど、支援活動でも名声を博した。

## 生涯
イギリス・ヨークシャーのリーズ出身。1863年に英国聖公会宣教協会（CMS）の宣教師養成学校（Islington College）を卒業。
1866年に中国に派遣されて、その地で執事に任命される。1869年に香港ビクトリアの主教から司祭に任命された。7年間の中国宣教の後､ 1873年(明治6年) 1月にイギリスに帰国。
1873年（明治6年）2月24日に、太政官布告第68号によりキリスト教禁制の高札が撤去されると､ 欧米の各宗派の宣教師が公然と相次ぎ来日できることとなり、1873年(明治6年) 6月にパイパーはCMSの日本宣教総書記に任命される。翌1874年（明治7年）1月15日にメリー・E・ローレンス（Mary Elizabeth Lawrence）と結婚し、翌2月24日にイギリスを出発して、4月に横浜に来日し、夫人のメリーと同僚のフィリップ・ファイソンとともに同月東京に入った。こうしてCMSの東京進出により東京では、米国聖公会と英国聖公会福音宣布協会（SPG）を含め米英聖公会の3ミッションの宣教師が混在することとなった。そこで、東京在住の英国人宣教師らは、本国の許可を得て、同系統の米国聖公会の米国人主教のもとで協力関係をとった。
当初、パイパーは築地居留地に住居を見つけて夫人とともに居住するが、この家には1つの屋根の下に8つの部屋があったが、壁と床がある以外は台所も離れもない簡素な建物であり、8部屋のうち4つはスコットランド人の宣教師が使用したと夫人のメリーが東京での初期の生活を回想記で綴っている。また、台所が必要であったことから、パイパーが大工に頼んで作ってもらったが、完成すると荷物を運ぶ箱をただ家の壁につけたように見えたという。そこには窓も煙突もつけてなく、台所自体が狭すぎたため外国製のクッキング・ストーブを置くこともできず、この家で生活した2年半の間、日本の炭とかまどしか使用しなかった。しかし、メリーはこうした厳しい生活条件であった最初の家での生活を、後に大きな満足を持って回想している。
パイパー夫妻は、ここでの初期の生活で主として、日本語の学習を行い、この間に訪問者も現れて知人もできたことから、1875年（明治8年）に『バイブルクラス』を開いた。同年秋になると、ファイソンが新潟での宣教活動を担うために東京を去った｡ CMSは､ 条約による日本の開港地のすべてに伝道所を開き､ そこに経験が豊富な宣教師とその補助の若い宣教師を配置するという方針を取った｡ しかし､ J・ウィリアムズが着任するまでの約4年間は､ ファイソンの後任が与えられず､ パイパーは一人で東京での宣教に当らなくてはならなかった。また、パイバーは宣教総書記を務めていたため、その仕事も多かったほか、聖書冊子教会（British and Foreign Bible and Religious Tract Societies）の支部を開設する準備やお雇い外国人である英国海軍将校のための礼拝も行うなど多忙な生活を送った。
1875年（明治8年）の年末に、当時の日本政府が外国人居留地外での居住にわりと寛大であったため、パイパーは、築地の祝橋傍の元書店の建物を借り、改造して『講義所』を開設した。その後、2年間にわたって、ここがCMSの東京における宣教の中心地点となった。
1876年（明治9年）10月には、5人の受洗者を得たパイパーは、香港から主教のジョン・バードンを迎えて、初めて信徒按手式を挙げ、さらに第一回聖餐式を行う。また、クリスマスには、CMSの宣教原則に従って仮の教会委員会を設置し、パイパーの説教に人が集まるようになった。
しかし、翌年の1877年（明治10年）には、西南戦争による世情不安などから、来会者が少なくなったものの、三十間堀（現・銀座4丁目から銀座7丁目）に第2の『講義所』を設置し、説教を始めたほか、市内にもキリスト教の雑誌や冊子を配布して、宣教活動を進展させた。この年の受洗者は大人が5人、子供が2人であった。だが、この年に日本政府が、外国人に対する居留地外居住の許可を取り消し、外国人はすべて居留地内に住むように厳密に求めるようになり、市内に居住していたほぼすべての宣教師たちは、居留地に引き揚げることとなった。ハイパーも居留地内の築地居留地52番（京橋区明石町52番地）を7500円で購入し、その西北の隅にささやかな礼拝堂を建てたが、建築費の2400円は、日本とイギリスの有志による寄付であり、翌年からここが、CMSの拠点となった。
1878年（明治11年）4月7日には、この新礼拝堂で初めて礼拝を行い、同時に4名が受洗して、聖餐式を行う。同年5月5日には、香港からバードン主教を迎えて、新礼拝堂の献堂式を行い、『聖保羅教会／聖パウロ教会（セントポール教会）』と称した。聖保羅教会の名称は、英国聖公会福音宣布協会（SPG）のアレクサンダー・クロフト・ショーが1876年（明治9年）に三田松本町に設立した聖保羅教会（聖アンデレ教会の前身の団体）で既に使用されていたが、その団体はいまだ会堂を有しておらず、従って一般に知られていなかったこともあり、本教会が落成することで、本教会の名称となった。献堂式には、駐日英国公使のハリー・パークスや、米国全権公使夫妻も来場し、バードン主教による献堂説教が行われた。同月12日には、英国聖公会福音宣布協会（SPG）および米国聖公会関係者の諸教会員を招いて特別礼拝が行われた。その時、来場者は信者120名、未信者100名に上り、3時間の祝会が盛大に催された。これらの教会の概略は、日本聖公会の草創期の代表的な司祭であった吉沢直江が後に記した「聖保羅教会沿革史｣の中に綴られている。また、この年には、鶴本利則が受洗したが、鶴本はパイパーを助けて積極的に宣教活動に協力し、教会礼拝や三十間堀講義所の講話を助け､ 自宅では聖書講義を行った｡
1879年（明治12年）､ 夫人のメリーが始めた裁縫教室がきっかけで、パイパーは聖保羅教会の隣に 『明教学校』を創設し、同年12月に開校した。小さな学校ではあったが、座席数は50から60程度はあった。学校の建築費と設備費は、イギリスの友人たちからの寄付でまかなったが、日本人の信徒からも15円の寄付を受けた。学校は小学校で、教育課程は通常の小学校課程のほかに、メリーが編み物と裁縫を教えた。鶴本利則もパイパーとともに、この明教学校の運営も担った。また、鶴本の父が本所区松倉町（現・墨田区東駒形3・4丁目、本所3・4丁目）に居住しており、パイパー夫妻はそこに毎週水曜日に出掛けてマタイ伝を講じている。そこへの来会者は、20人から30人程だったといわれ、ここでの集会はパイパーが帰国するまで続けられた。
パイパーは､ CMSの宣教活動としては例外的に､ たった一人で東京のミッション拠点を支えてきた。その成果は決して華やかなものではなかったが､ 着実な進歩を遂げていった。1879年（明治12年）5月には、ジェームズ・ウィリアムズが函館から転任して、これまで4年間パイパーが1人で支えてきた東京の宣教活動に加わった。
ハイパーはファイソンとともにCMSを代表して、後述にある祈祷書や聖書の翻訳にも参加した。中でも､『改定英語聖書』 から取った1万2千項目に及ぶ参照事項を含む和訳の『新約聖書』 は大きな業績となった。その他、優れたキリスト教の宣教冊子を何冊か著して出版を行っている。
1879年（明治12年）12月、東京で大火が発生した。教会から2キロほど離れた日本橋区箔屋町から出火し、大きな被害を出した。救援活動は遅々として進まず､ 悲惨な状態が続いたが、パイパーは直ちに日英関係者に義援と救助を呼びかけ､ 米300俵､ 布団3千枚を寄付し､ 世間から驚きとともに感謝の声が巻き起こり､ 東京府知事からは感謝状が贈られた。イギリス人のブラックが、1867年に創刊した新聞『The Japan Gazette』では、このことをキリスト教徒の友愛と行動力を示すものとして高く評価した。
パイパーは、有能な宣教師で、同僚のファイソンは「彼はエピスコパル（聖公会）の宣教師の中で最も重要な位置を占めており、英米双方にわたる他の教派の人々にも極めて大きな影響力をもっている。このことは、彼が日本にいる間に、General Conference of Episcopal Missionariesの委員となり、Evangelical Alliance,Britishi & Foreign Bible Societyなどの会長に就任要請されたことでも裏付けられるだろう。』と語っている。
1879年（明治12年）には、パイパーから笛木角太郎 (1844-1919) が受洗している。笛木は聖書の販売人として東京府内ばかりでなく、市外各地で聖書を販売した。彼の独特な口頭販売能力の高さと清潔な人柄が好感を呼んで、聖書はとても良く売れたという。後に笛木は最も有能な伝道師として房州（安房国／千葉県南部）の宣教における成果をあげ、特に館山聖アンデレ教会の創設に深く関わった。
1880年(明治13年) 12月に、CMSとして東京での最初の宣教師であったパイパーは、夫人のメリーとともにイギリスに帰国した。これは、メリーが体調を崩して、夫の宣教活動を支えることができなくなったためであった。パイパーは、在日約7年間で帰国することとなったが、パイパーには政治的能力と行動力もあり、宣教師たちが共通の方針に従って働くことができるように日本CMS協議会（Japan Conference of the C.M.S.）を創設し、宣教師全員が年に1度集まって、共通の問題について議論できる場も設けている。
パイパーの帰国後は、CMSの主導権は、宣教総書記の後継者となったチャールズ・F・ワレンのいる大阪に移り､パイパーの設置した日本CMS協議会も決定的な権威を持つところまでいかなかった｡しかし、同協議会は在日宣教師たちの意見交換の場として長く機能したことを考慮すると、パイパーの組織能力の高さは注目されるものである｡

## 聖書翻訳
パイパーは日本語聖書の翻訳と日本聖公会祈祷所の翻訳を行い、1880年に初めて、新約聖書全一巻と引照新約聖書全書を出版した。さらに、旧約聖書の最初の和訳本を分冊にして『ヨナ書、ハガイ書、マラキ書』を1882年に出版した。